# 新兴街道 (东港市)
新兴街道，是中华人民共和国辽宁省丹东市东港市下辖的一个乡镇级行政单位。

## 行政区划
新兴街道下辖以下地区：
友好社区、土房南社区、土房北社区、碧海社区、大海社区、银河社区、东兴园社区和兴海社区。